# خرشة الكرز
خَرَشَة الكرز أو ذبابة الكرز هي نوع من ذبابة الفاكهة في عائلة ذبابية الفاكهة. طولها نحو ٣ إلى ٥ سم. لونها أسود. أجنحتها شفافة مجزََّعة بخطوط سوداء. تظهر في أيار. تمتح مكنها على ثمار الكرز فينقف عن يرقات أسطوانية غبراء اللون صلبة الجسم طولها نحو ٤ سم. تنخر الثمرة ولا تتركها إلا عند اقترابها من طور الكزود. جيلها الحوليّ واحد.

## معرض الصور

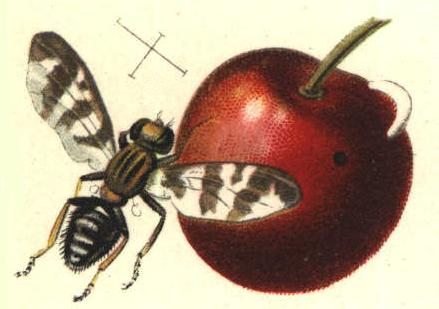
رسم لخرشة الكرز
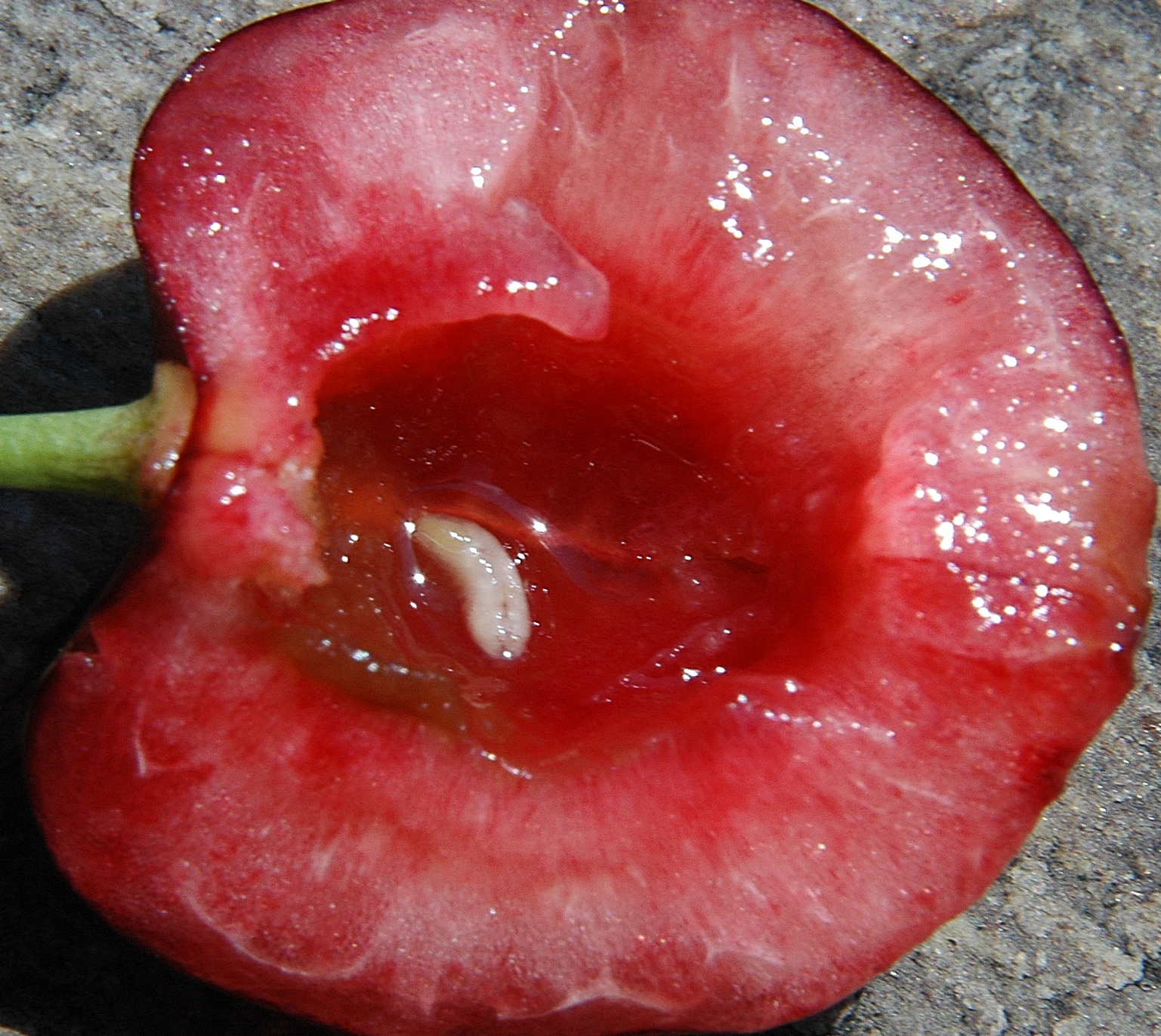
يرقة في ثمرة الكرز
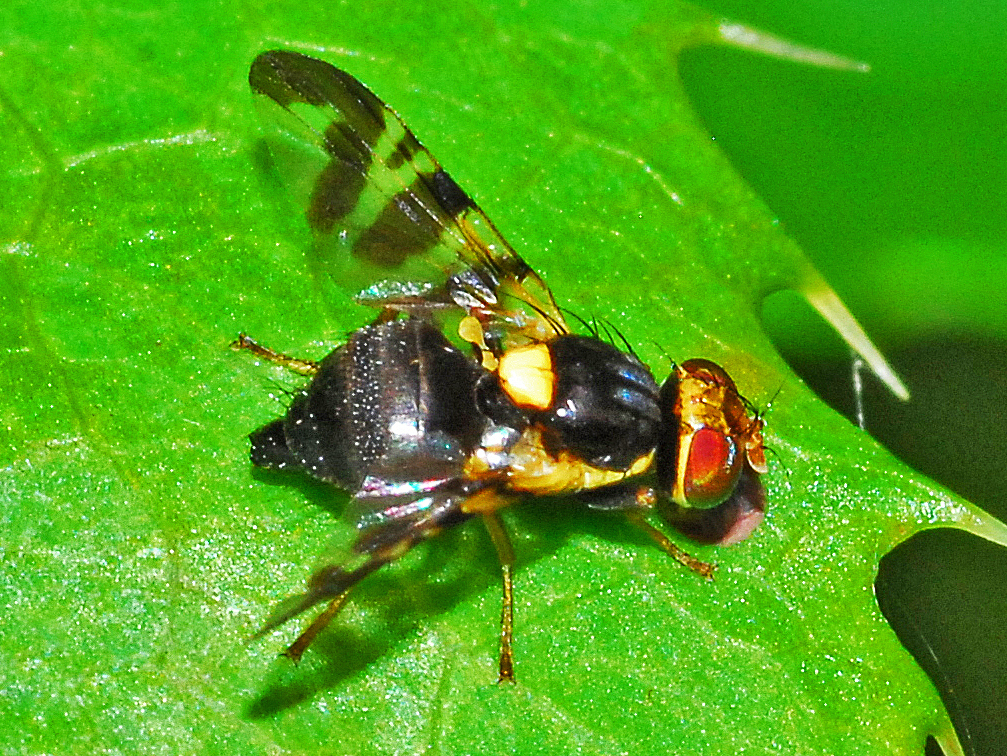